# Hans-Werner Hunziker
Pour les articles homonymes, voir Hunziker.
Hans-Werner Hunziker, né le 3 juin 1934 à Saint-Gall et mort le 20 juillet 2011 à Thalwil, est un enseignant de langue suisse, connu pour un travail d'analyse des mouvements oculaires lors de la lecture et d'une méthode de lecture rapide.

## Biographie
Après sa maturité, il s'inscrit à la Faculté des Sciences de l'Université de Berne, où il obtient en 1963 un doctorat en psychologie (sous Richard Meili,  à l'Institut Jean-Jacques Rousseau de l'Université de Genève) sur une analyse des facteurs de l'intelligence.  
Dans sa thèse Plastizität als Faktor der Spannungsüberwindung in Denkaufgaben il fait la comparaison des facteurs de l'intelligence selon Joy Paul Guilford (Adaptive Flexibility), Abraham et Edith Hirsch Luchins (Einstellung Rigidity), Louis Leon Thurstone (Flexibility of Closure), Adkins (Flexibility of Perceptive Closure) et Richard Meili (Plasticité).

## Œuvres
- Plastizität als Faktor der Spannungsüberwindung in Denkaufgaben. Eine feldtheoretisch-faktorenanalytische Untersuchung der Umstrukturierg von Problemsituationen. In: Zeitschrift für experimentelle und angewandte Psychologie. Band 11, 1964, Heft 2, zugleich: Dissertation, Bern 1963 (PDF-Datei; 3 kB).
- Visuelle Informationsaufnahme und Intelligenz: Eine Untersuchung über die Augenfixationen beim Problemlösen. In: Schweizerische Zeitschrift für Psychologie und ihre Anwendungen. Band 29, 1970, Nr 1/2 (PDF-Datei; 3 kB).
- Im auge des lesers. Foveale und periphere Wahrnehmung: Vom Buchstabieren zur Lesefreude. (L'imagination du lecteur. La perception visuelle fovéale et périphérique : Comment retrouver la joie de lire.) Transmedia Stäubli Verlag, Zürich 2006.  (ISBN 978-3-7266-0068-6).
- Magie des hörens, Unbewusste Strategien der Hörwahrnehmung. (La magie de l'ouïe. Les stratégies inconscientes de la perception auditive.) Transmedia Stäubli Verlag, Zurich 2011.  (ISBN 978-3-7266-0087-7).

## Sources
- (de) Cet article est partiellement ou en totalité issu de l’article de Wikipédia en allemand intitulé « Hans-Werner Hunziker » (voir la liste des auteurs).

1. ↑  « Zürichsee-Zeitung, 23 Juillet 2011 » (version du 28 décembre 2014 sur Internet Archive).
2. ↑  Curriculum en ligne.